# Lijst van Bruggelingen
Deze lijst van Bruggelingen betreft bekende personen die in de Belgische stad Brugge zijn geboren, hebben gewoond of er op een of andere wijze een bijdrage tot het maatschappelijk leven hebben geleverd. Dit laatste behelst onder meer politici die tot het arrondissement Brugge behoren. Hieraan is tevens een lijst toegevoegd van niet-Bruggelingen, die op een of ander gebied een merkwaardige bijdrage hebben geleverd aan de stad en terecht 'ere-Bruggeling' mogen worden genoemd.

## Oorlogshelden
- Jan Daelemans, verzetsstrijder, student
- Jan Guilini, verzetsstrijder, zwemkampioen
- André De Meulemeester, piloot, oorlogsheld
- Roger Morsa, verzetsstrijder, ambtenaar

## Politiek

### Schepenen van Brugge (die geen burgemeester zijn geweest)
- Jean-Marie Bogaert, schepen, provincieraadslid en Vlaams volksvertegenwoordiger
- Albert Claes, schepen en volksvertegenwoordiger
- Charles Custis, schepen en historicus
- Adolphe Declercq, schepen en volksvertegenwoordiger
- Alfons De Groeve, schepen en volksvertegenwoordiger
- Franky Demon, schepen, volksvertegenwoordiger
- Gerard Eneman, schepen, volksvertegenwoordiger
- Maurice Geûens, schepen, volksvertegenwoordiger
- Pieter Leys, schepen, volksvertegenwoordiger, senator, burgemeester Sint-Andries
- Marie-Louise Maes-Vanrobaeys, schepen, senator
- Gerard Neels, schepen, senator
- Arthur Pecsteen, schepen, volksvertegenwoordiger
- Aybert-Thomas Rapaert de Grass, schepen
- Alfred Ronse, schepen, volksvertegenwoordiger
- Fernand Traen, schepen, havenbestuurder
- Ernest van Caloen, schepen
- Fernand Vandamme, schepen, volksvertegenwoordiger
- Andries Van den Abeele, schepen
- Mercedes Van Volcem, schepen, Vlaams volksvertegenwoordiger
- Philippe Joseph Jean Veranneman de Watervliet, schepen
- Jozef Viérin, schepen

### Overige politici per eeuw

#### 13e-14e eeuw
- Jan I van der Beurze, schepen
- Jan Breydel, vrijheidsstrijder
- Pieter de Coninck, vrijheidsstrijder
- Willem de Deken, vrijheidsstrijder
- Jan Heem, vrijheidsstrijder

#### 15e-16e eeuw
- Louis del Rio, rechter in de Raad van Beroerten
- Pieter Laurijn, burgemeester Brugse Vrije
- Hiëronymus Lauweryn, ridder, keizerlijk raadsheer en hofmeester, polderde grote gebieden in
- Adolf van Meetkerke, staatsman en humanistisch schrijver
- Nicolaus Mulerius, arts, mathematicus en astronoom

#### 18e-19e eeuw
- Renon le Bailly de Tilleghem, schepen van het Brugse Vrije, baron d'empire
- Jacques Devaux, commissaire de la république, volksvertegenwoordiger
- Pierre Herwyn, regeringscommissaris, voorzitter van de centrale administratie
- Charles Lauwereyns de Roosendaele de Diepenheede, schepen
- Jacques-Ange Lauwereyns de Diepenheede, schepen van het Brugse Vrije, weldoener
- Jacques Lybaert, ontvanger, lid provinciale staten, opkoper nationale goederen
- Anselme de Peellaert, schepen Brugse Vrije, uitvoerend commissaris, kamerheer
- Johan Pompe van Meerdervoort, Nederlands arts
- François Van Praet, lid van de prefectorale raad, gedeputeerde
- Lieven Ignace van de Sompele, politicus, raadsman, schatbewaarder
- Valentin de Stappens de Harnes, schout
- Chrétien de Thiennes, grootbaljuw

#### 19e eeuw
- Frans Jozef Beyts, prefect, magistraat en senator
- François Busschop, gemeentebestuurder, rechter
- Edward Conway, beheerder van de Civiele Lijst
- Charles Coppieters Stochove, volksvertegenwoordiger
- Constantin Crommelinck, arts, publicist
- Jean-Baptiste de Bethune, gouverneur
- Charles de Brouckère sr., gouverneur, magistraat, advocaat, parlementslid
- Charles de Brouckère jr., volksvertegenwoordiger, burgemeester Brussel
- Henri de Brouckère, volksvertegenwoordiger
- Emile De Clercq, volksvertegenwoordiger
- Patrice de Coninck, gouverneur, minister
- Léon de Foere, volksvertegenwoordiger, publicist, weldoener
- Edouard De Jaegher, gouverneur
- Vincent Deljoutte, stadssecretaris, politicus
- Felix de Mûelenaere, volksvertegenwoordiger, minister, gouverneur
- François de Pélichy de Lichtervelde, minister
- Louis de Potter, lid Voorlopige regering
- Louis De Ridder, volksvertegenwoordiger
- Charles-Thomas de Schietere de Lophem, burgemeester Loppem, provincieraadslid
- Charles Devaux, provinciaal griffier, politicus
- Jules Devaux, kabinetschef van de koning
- Paul Devaux, volksvertegenwoordiger, staatsman
- Adolphe de Vrière, minister van buitenlandse zaken, gouverneur
- Pierre Dupont, generaal, minister
- Adolphe Goupy de Beauvolers, gouverneur
- Joseph Herreboudt, advocaat, gemeenteraadslid
- Emile Jooris, arrondissementscommissaris, burgemeester van Varsenare
- Isidore Jullien, volksvertegenwoordiger, advocaat
- Charles-Honoré Pecsteen, gemeenteraadslid, bestendig afgevaardigde
- Léon Ruzette, gouverneur, minister
- Antoine Sinave, volksvertegenwoordiger, reder
- Gustave Soenens, volksvertegenwoordiger, advocaat
- Joseph Strubbe, volksvertegenwoordiger
- Auguste Valckenaere, koster-organist
- Auguste Valckenaere, volksvertegenwoordiger
- Jean Vanderghote, burgemeester Ieper
- Joseph Van der Linden, lid Voorlopige regering
- Leon Van Ockerhout, senator en gemeenteraadslid
- Jules Van Praet, staatsman, kabinetschef van de koning
- Guy van Zuylen van Nyevelt, gemeenteraadslid
- Leon Visart de Bocarmé, volksvertegenwoordiger, burgemeester Alveringem
- Marie Jean Joseph Visart de Bocarmé, burgemeester Sint-Kruis
- Benoît Vrambout, advocaat, gouverneur

#### 20e eeuw
- Robert Ancot, senator, advocaat
- Jacques Basyn, minister
- Jules Boedt, volksvertegenwoordiger, advocaat
- Johan Buytaert, gemeenteraadslid en laatste burgemeester van Dudzele
- Omaar Carpels, volksvertegenwoordiger, senator
- Pierre Chevalier, volksvertegenwoordiger, senator, minister
- Willem Content, volksvertegenwoordiger, senator, burgemeester
- Albert Coppé, volksvertegenwoordiger, minister, Europees commissaris
- Simonne Creyf, politica
- René Debruyne, volksvertegenwoordiger
- Henri De Clerck, volksvertegenwoordiger
- Richard Declerck, advocaat, vrederechter, gemeenteraadslid, gouverneur
- Raphaël De Clercq, volksvertegenwoordiger
- Tijl Declercq, syndicalist, volksvertegenwoordiger, senator
- Jean-Luc Dehaene, minister, eerste minister, burgemeester
- Hilaire De fauw, bestendig afgevaardigde
- Victor De Meulemeester, senator
- Alfons De Nolf, volksvertegenwoordiger, senator
- Leopold De Schepper, volksvertegenwoordiger, senator, arts
- Jacques De Volder, volksvertegenwoordiger, senator, Vlaams parlementslid
- Etienne de Vrière, burgemeester Beernem, senator, provincieraadslid
- Jozef Devroe, volksvertegenwoordiger, oorlogsburgemeester van Brugge
- Filip Dewinter, volksvertegenwoordiger, Vlaams parlementslid
- Alphonse Dumon, senator
- Etienne Floré, volksvertegenwoordiger, advocaat, magistraat
- Florimond Fonteyne, volksvertegenwoordiger, sociaal voorman, priester
- Charles Gillès de Pelichy, volksvertegenwoordiger, senator, historicus
- Renaat Landuyt, volksvertegenwoordiger, minister, burgemeester
- Jan Leclercq, volksvertegenwoordiger, senator
- Bernard Minnebo, daensistisch gemeenteraadslid
- Camiel Mostaert, volksvertegenwoordiger, brouwer
- Nora Puype, Vlaams-nationaliste, kandidaat-senator op CVP-lijst
- Albert Raes, administrateur-generaal van de Staatsveiligheid
- Eddy Rombaux, atleet
- François Rosson, gemeenteraadslid en laatste burgemeester van Lissewege
- Albéric Ruzette, minister, gouverneur
- Victor Sabbe, volksvertegenwoordiger
- Walter Simoens, senator
- Medard Stalpaert, senator
- Eugène Standaert, volksvertegenwoordiger
- Louis Standaert, volksvertegenwoordiger
- Léon Termote, volksvertegenwoordiger
- Albert Thooris, volksvertegenwoordiger
- Achiel Van Acker, volksvertegenwoordiger, eerste minister
- Albert van Caloen, burgemeester Loppem, historicus
- Frank Vanhecke, partijvoorzitter, Europarlementslid
- Guido Van In, senator
- Joris Van Severen, politiek leider
- Leo Vanackere, senator, gouverneur
- Gaby Vandeputte, senator
- Marcel Vandewiele, secretaris ACW, senator, minister-staatssecretaris
- Arthur Verbrugge, senator
- Johan Weyts, senator, advocaat
- Julius Wostyn, volksvertegenwoordiger, senator

#### 21e eeuw
- Hendrik Bogaert, staatssecretaris, burgemeester
- Benjamin Dalle, politicus, minister
- Gino De Craemer, Vlaams Parlementslid
- Patrick De Groote, volksvertegenwoordiger
- Tom Dehaene, politicus
- Randall Lesaffer, gemeenteraadslid, havenbestuurder, hoogleraar
- Ann Soete, politica
- Pol Van Den Driessche, journalist, senator, politiek analist
- Dany Vandenbossche, politicus

### Havenbestuurders en -promotoren
- Joachim Coens, havenbestuurder
- Julius Sabbe, strijder voor Brugge-Zeehaven, schrijver
- Jules Van Caenegem, minister, havenbestuurder
- Pierre Vandamme, havenbestuurder
- Etienne Visart de Bocarmé, havenbestuurder

## Prinsen, hovelingen en vreemde naties

### Prinsen
- Filips de Goede, hertog van Bourgondië
- Filips de Schone, hertog van Bourgondië, graaf van Vlaanderen, koning van Spanje
- Karel de Goede, graaf van Vlaanderen, martelaar
- Lodewijk van Male, graaf van Vlaanderen
- Maria van Bourgondië, hertogin van Bourgondië

### Hovelingen
- Opicius Adornes, hoveling
- Pieter Bladelin, trezorier stad Brugge, raadgever Filips de Goede, schatbewaarder Orde van het Gulden Vlies
- Rafaël van Bourgondië, zoon van Filips de Goede, abt en verzamelaar
- Gheldolf I van Brugge, stamvader van de Gruuthuses
- Gruuthuse (familie), vooraanstaande familie van de 13e tot einde van de 15e eeuw
- Lodewijk van Gruuthuse, mecenas, boekenliefhebber, hoveling, krijgsheer
- Pieter Lanchals, schout, baljuw en raadsheer van Maximiliaan van Oostenrijk
- Juan Lopez Gallo, (ca.1500-1571), 'factor' voor de Spaanse kroon, eerste baron van Male, heer van Sijsele
- Filips van Kleef, hoofdfiguur namens Brugge in de strijd tegen Maximiliaan I
- Jan van Themseke, schout van Brugge en het Brugse Vrije

### Internationale handelaars
- Anselmus Adornes, koopman, makelaar, mecenas
- Tommaso Portinari, bankier
- Silvester Pardo, Spaans handelaar
- Pardo (familie), Spaanse familie in Brugge
- Adornes (familie), Genuese familie in Brugge
- Honin, makelaars
- Dino di Rapondi

## Families
- Adornes
- de Aranda
- Arents de Beerteghem
- De Baenst
- Berger (orgelbouwers)
- Daveluy
- De Baenst
- Van der Beurze
- De Boodt
- Van Caloen
- Coppieters
- Claesman
- De Cock (Belgische adel)
- De Crombrugghe
- Despars
- Devaux
- Van Duerne de Damast
- Dugardyn
- Erembalden
- Le Gillon
- De Grass
- Gruuthuse
- Herreboudt
- Honin
- Janssens de Bisthoven
- Laurijn
- Van Lede
- Marenzi
- De Meulemeester
- Neut
- Van Ockerhout
- Ondermarck
- Van Outryve d'Ydewalle
- De Pape (kunstenaars in Brugge)
- Papeians de Morchoven
- Pardo
- Pecsteen
- De Peellaert
- De Peñaranda
- Rotsart de Hertaing
- Ruzette
- De Schietere
- Stochove, verschillende leden van deze familie (16e-19e eeuw)
- Van Themseke
- Thomas
- Wyts de la Boucharderie

## Andere categorieën, geboren en/of actief in Brugge

### Beeldende kunstenaars / architecten

#### 14e - 15e eeuw
- Jan Boudolf, kunstschilder en miniaturist
- Adriaan Braem, kunstschilder
- Petrus Christus, kunstschilder
- Coene, kunstschilders
- Jacob Coene, kunstschilder, miniaturist en architect
- Gerard David, kunstschilder
- Fabiaen, kunstschilders
- Jan Fabiaen, kunstschilder
- Hans Memling, kunstschilder
- Jan van Eyck, kunstschilder
- Maarten van Leuven, architect
- Jan van Oudenaerde, architect

#### 16e - 17e eeuw
- Aerts, beeldhouwers
- Judocus Arschot, kunstschilder
- Olivier Bart, kunstschilder
- Simon Bening, miniaturist
- Philippe Bernaerdt, kunstschilder
- Lanceloot Blondeel, kunstschilder, bouwkundige, meetkundige, cartograaf
- Claeissins, familie van kunstschilders
- Alard Claeissins, kunstschilder
- Antoon Claeissins, kunstschilder
- Gillis Claeissins, kunstschilder
- Jan Claeissins, kunstschilder
- Pieter Claeissins de Jonge, kunstschilder
- Pieter Claeissins de Oudere, kunstschilder
- Jacob Van den Coornhuuse, kunstschilder, tekenaar
- Willem Derby, kunstschilder
- Louis de Deyster, kunstschilder
- Fabiaen, kunstschilders
- Jan Fabiaen, kunstschilder
- Marcus Gerards, cartograaf, graveur, kunstschilder
- Marcus Gerards de Jonge, kunstschilder
- Hubert Goltzius, graveur, drukker
- Adriaen Isenbrandt, kunstschilder
- Pieter Pepers, beeldhouwer
- Pieter Pourbus, kunstschilder, beeldhouwer, tekenaar, cartograaf
- Rycx, familie van beeldende kunstenaars
- Jan Rycx, kunstschilder
- Stradanus, kunstschilder
- Levina Teerlinc, kunstschilderes, miniaturiste
- Jozef Vanden Kerckhove, kunstschilder
- Marc Van Duvenede, kunstschilder
- Jacob I van Oost, kunstschilder
- Jan van Meunincxhoven, kunstschilder

#### 18e eeuw
- Jan Beerblock, kunstschilder, tekenaar
- Dominicus Franciscus du Bois, kunstschilder, tekenaar en academiedocent
- Frans Breydel, kunstschilder
- Karel Breydel, kunstschilder
- Paul-Louis Cyfflé, beeldhouwer, fabrikant van geglazuurd en beschilderd aardewerk in Lotharingen
- Hubert de Cock, kunstschilder
- Paul de Cock, kunstschilder en architect
- Matthijs de Visch, kunstschilder
- Joseph-François Ducq, kunstschilder
- Joseph Fernande, beeldhouwer
- Jan Garemijn, kunstschilder, tekenaar
- Eugène Goddyn, architect, aannemer
- Hendrik Herregouts, kunstschilder
- Jan Baptist Herregouts, kunstschilder
- Henri Imbert des Mottelettes, kunstschilder, advocaat, rechter
- François Kinsoen, kunstschilder
- Pieter Ledoulx, kunstschilder, historiograaf
- Jean-François Legillon, kunstschilder
- Hendrik Pulinx, architect, beeldhouwer, keramist
- Antoon Ignaas Steyaert, kunstschilder, tekenaar
- Antonius Suweyns, kunstschilder
- Jozef Angelus Van der Donckt, kunstschilder
- Emmanuel Van Speybrouck, architect, meester-schrijnwerker
- Jan Karel Verbrugge, tekenaar, schilder, schrijver
- Serafijn Vermote, kunstschilder, tekenaar

#### 19e eeuw
- Isidore Alleweireldt, architect
- Jean-Baptiste Bethune, architect
- Pierre Buyck, architect
- René Buyck, architect
- Jan-Robert Calloigne, beeldhouwer, architect
- Charles Calmeyn, kunstschilder
- Paul-Jean Clays, kunstschilder
- Eugène Jean Copman, kunstschilder
- Joseph Coucke, architect
- Samuel Coucke, glazenier
- Oscar De Breuck, architect
- Victor De Buck, kunstschilder en fotograaf
- François De Hondt, edelsmid, graveur, historicus
- Edward De Jans, kunstschilder
- Louis Delacenserie, stadsarchitect
- Auguste-Joseph De Mersseman, kunstschilder
- Ferdinand De Pape, kunstschilder
- Auguste de Peellaert, waterverfschilder
- Bruno De Simpel, kunstschilder
- Lucie Desmet, kunstschilder
- Karel De Wulf, stadsarchitect
- Henri Dobbelaere, kunstschilder
- Albert Gregorius, kunstschilder
- Louis Grossé, goudborduurder, fabrikant van liturgische gewaden
- Alexandre Hannotiau, kunstschilder
- Antoon Joostens, kunstschilder
- Fernand Khnopff, kunstschilder
- Eugène Legendre, kunstschilder
- Leonce Legendre, kunstschilder
- Joseph Naert, architect
- Lambert Noos, kunstschilder
- Joseph Odevaere, kunstschilder
- Hendrik Pickery, beeldhouwer
- Charles Poupaert, architect
- Theo Raison, architect
- Pieter Raoux, kunstschilder
- Charles Rousseau, kunstschilder
- Jean-Brunon Rudd, architect
- Tieleman Franciscus Suys, architect
- Frédéric Van de Kerkhove, kunstschilder
- Edmond Van Hove, kunstschilder
- Jozef Van Gierdegom, architect
- Antoine Verbeke, architect
- Karel Verschelde, architect, historicus
- Eduard Wallays, kunstschilder
- François Wynckelman, kunstschilder

#### 20e - 21e eeuw
- Marguerite Aers, kunstschilder
- Florimond Aerts, kunstschilder
- Andrée Algrain, kunstschilder
- Gustave Anthone, kunstschilder
- Stéphane Beel, architect
- Bernard Bosschaert, kunstschilder
- Renaat Bosschaert, kunstschilder
- Fernand Boudens, kunstschilder
- Norbert Bouten, kunstschilder
- Joseph-Grégoire Boùùaert, kunstschilder
- Ernest Callebout, architect
- Peter Callebout, architect
- Louis Ernest Charels, architect
- August Costenoble, kunstschilder
- Jo Crepain, architect
- Jules Danlos, kunstschilder
- Hubert Davans, architect
- Oscar De Breuck, architect
- Marc De Cloedt (Marec), cartoonist
- Gaston-Frank De Craeke, kunstschilder
- Arthur Degeyter, architect
- Henri De Graer, kunstschilder
- Babette Degraeve, beeldhouwer en kunstschilder
- Gaston-Frank De Craeke, kunstschilder
- Lucien De Jaegher, kunstschilder
- Leon De Koninck, kunstschilder
- Victor De Loose, kunstschilder
- Maurice De Meester, architect
- André De Meulemeester, kunstschilder
- Jérôme De Pauw, kunstschilder
- René De Pauw, kunstschilder
- Bruno De Roover, striptekenaar, graficus
- Georges De Sloovere, kunstschilder
- Werner Desimpelaere, architect & stedenbouwkundige
- Vivian Desmet, ingenieur-architect
- Patrick De Spiegelaere, fotograaf
- Roberte Devooght, kunstschilder
- Leon Dieperinck, kunstschilder
- Michel Dinnewet, kunstschilder
- Dugardyn, architecten
- Benoît Dugardyn, scenograaf, decorontwerper
- Charles Dumolin, beeldhouwer
- Joe English, kunstschilder
- Julien Fagel, kunstschilder
- Jules Fonteyne, kunstschilder, tekenaar, etser
- Jacques Geuens, kunstschilder
- Jozef Gezelle, kunstschilder
- Frits Giltay, kunstschilder
- Albert Goethals, kunstschilder, etser
- Jules Gonthier, kunstschilder
- Paula Gradom, kunstschilder
- Achilles Hennion, kunstschilder
- Maurice Herreboudt, kunstschilder
- Pierre Herreboudt, kunstschilder
- Huib Hoste, architect, ontwerper, stedenbouwkundige
- Walter Jonckheere, kunstschilder
- Kamagurka (Luc Zeebroek), cartoonist, kunstenaar
- Jules Lagae, beeldhouwer, beoefenaar van de penningkunst
- Leo Lanckneus, kunstschilder
- Georges-Émile Lebacq, kunstschilder, graficus
- Corneel Leegenhoek, kunstschilder
- Jacob Le Mair, kunstschilder, glazenier
- Honoré Levècque, kunstschilder
- Joost Maréchal, kunstschilder, ceramist
- Michel Martens, glaskunstenaar
- Leo Mechelaere, kunstschilder
- Guillaume Michiels, kunstschilder, volkskundige
- Jozef Middeleer, kunstschilder
- Hubert Minnebo, beeldhouwer
- Joseph Neutens, kunstschilder
- Leo Paret, kunstschilder
- Luc Peire, kunstschilder, graficus
- Karel Poupaert, kunstschilder
- Lionel Poupaert, kunstschilder
- Louis Reckelbus, kunstschilder
- Joseph Reubens, beeldhouwer
- Dora Rommelaere, kunstschilder
- Emile Rommelaere, kunstschilder
- Alexis Roose, kunstschilder
- Jules Rotsaert, kunstschilder
- Octave Rotsaert, beeldhouwer
- Georges Rousseau, kunstschilder
- Denise Schaeverbeke, kunstschilder
- Julien Schaeverbeke, kunstschilder
- Albert Setola, kunstschilder
- Charles Simoen, kunstschilder
- Rik Slabbinck, kunstschilder
- José Storie, kunstschilder
- Gilbert Swimberghe, kunstschilder
- Louis Thevenet, kunstschilder
- Evert Thielen, kunstschilder
- Gabriël Thomas, kunstschilder
- Camille Tulpinck, kunstschilder, archeoloog, kunstpromotor
- Medard Tytgat, kunstschilder
- Flori Van Acker, kunstschilder
- Eugène Vanassche, architect
- Aimé Van Belleghem, kunstschilder
- Erik Van Biervliet, architect
- Leo Vandekerckhove, kunstschilder
- War van Overstraeten, kunstschilder
- Jef Van de Fackere, kunstschilder
- Adriaan Vandewalle, kunstschilder
- Rogier Vandeweghe, glaskunstenaar, keramist, kunstschilder
- Bruno Van Hollebeke, kunstschilder
- Edmond Van Hove, kunstschilder
- Hendrik Van Hulle, kunstschilder
- Benoît van Innis, beeldend kunstenaar en cartoonist
- Maurice Van Middel, kunstschilder
- Alfred Van Neste, kunstschilder
- Paul Van Rafelghem, beeldhouwer
- Achille Van Sassenbrouck, kunstschilder
- Charles Verbrugghe, kunstschilder
- Roger Verbrugghe, kunstschilder
- Ria Verhaeghe, kunstschilder
- Jozef Verhenneman, kunstschilder
- Emiel Verrecas, kunstschilder
- Jozef Viérin, architect
- André Vlaanderen, tekenaar
- Arthur Vrielynck, kunstschilder
- Eduard Wallays, kunstschilder
- Gigi Warny, beeldhouwer
- Leon Weymeersch, kunstschilder
- Henri-Victor Wolvens, kunstschilder

### Literatoren en drukkers-uitgevers

#### Vroegere eeuwen
- Laurens Bart, rederijker, dichter
- Emmanuel de Aranda, wereldreiziger
- William Caxton, pionier boekdrukkunst
- Erasmus vander Eecke, drukker
- Anthonis de Roovere, rederijker
- Cornelis Everaert, rederijker
- Jan van Casembroot, dichter
- Edewaerd De Dene, rederijker, dichter
- Jacob van Maerlant, 'vader van alle Dietse dichters'
- Colard Mansion, pionier boekdrukkunst
- Jan Brito, pionier boekdrukkunst
- Jan Geldrius, taalkundige (klassieke talen), humanistisch geleerde
- Romboud De Doppere, priester, notaris, kroniekschrijver
- Gregorius van St-Vincent, humanist
- Carolus de Visch, humanist, historicus, cisterziënzer

#### 18e eeuw
- Pieter Alleweireldt, rederijker
- Patrice Beaucourt de Noortvelde, auteur, jurist, historicus
- Joseph Bogaert, drukker, uitgever, taalijveraar
- Joseph De Busscher, drukker, uitgever, antiquaar
- Bernardus Detert, publicist
- Joannes Quicke, rederijker
- Joseph Van Praet, drukker, uitgever, schrijver

#### 19e eeuw

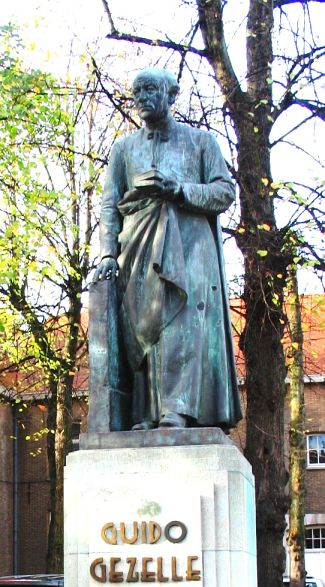
Guido Gezelle op het naar hem genoemde plein in Brugge

- Benoît Beeckman, uitgever, journalist
- Pieter Behaeghel, schrijver
- Caroline Clémence Boussart
- Joseph-Basile Van Praet, bibliothecaris, publicist
- Henri Arthur Marie Cornette, schrijver, vrijmetselaar
- Daveluy, lithografen, fotografen
- Frans De Jaegher, toneelschrijver
- Eduard De Lay, lithograaf
- Adolf Duclos, historicus, publicist
- Bartholomeus Fabronius, lithograaf
- Guido Gezelle, priester-dichter, journalist
- Jan Goddefroy, schrijver
- Jan Antoon De Jonghe, schrijver
- Felix De Pachtere, drukker, uitgever
- Neut (familie), drukkers, uitgevers, journalisten
- Amand Neut, journalist
- Philippe Chrétien Popp, drukker, uitgever
- Pierre Raoux, lithograaf
- Gustave Stock, drukker, uitgever, gemeenteraadslid

#### 20e eeuw
- Marc Adriaen, drukker, uitgever
- Johan Ballegeer, schrijver, historicus
- Fernand Bonneure, schrijver, dichter, criticus
- Herman Bossier, journalist en schrijver
- Marcel Brauns, dichter
- Emile Buysse, auteur, journalist, heemkundige
- Hendrik Carette, dichter
- Hugo Claus, dichter, schrijver
- Mireille Cottenjé, schrijfster
- Suzanne de Giey, schrijfster
- Jan De Spot, advocaat, journalist, schrijver, ondernemer, bankier
- Hans Devroe (1939-2022), schrijver
- Hendrik De Zeine, volksschrijver, journalist
- Christine D'haen, dichteres, prozaschrijfster
- Maurice Dullaert, schrijver
- Jacques Fieuws, schrijver
- Caesar Gezelle, priester-dichter
- Paul Kiroul, pedagoog, sprookjesverteller
- André Louf-Decramer, dichter
- Mau Marssen, schrijver
- Camiel Moeyaert, drukker, uitgever, gemeenteraadslid
- Jeroom Noterdaeme, dichter, ambtenaar
- Maurits Sabbe, schrijver
- Jan Schepens, schrijver
- Gerard Soete, romanschrijver, politieman
- Jotie T'Hooft, dichter, schrijver
- Yvonne Thooris (1889-1978), esperantiste
- Martha Vande Walle, uitgeefster
- Staf Weyts, schrijver
- Antoon Jozef Witteryck, schrijver, drukker-uitgever
- Marcel Wyseur, dichter

#### 20e - 21e eeuw
- Frank Adam, schrijver
- Pieter Aspe, schrijver
- Frederik Lucien De Laere, dichter
- Pieter Huys, advocaat, uitgever, publicist
- Patrick Lagrou, jeugdauteur
- Patricia Lasoen, dichteres
- Delphine Lecompte, dichteres
- Antoon Lust, advocaat
- Bart Moeyaert, dichter, schrijver
- Esther Platteeuw, illustrator
- Jan van der Hoeven, dichter
- Mark Van de Voorde, journalist, publicist
- Johan Sonneville, uitgever
- Louis Sourie, schrijver
- Lara Taveirne, schrijfster, regisseur
- Jan Van der Cruysse, communicatiespecialist, thrillerauteur
- Peter Verhelst, dichter, schrijver
- Hugo Vrielynck, schrijver

### Musici

#### Vroegere eeuwen
- Gilles Binchois, componist
- Jean Cordier, zanger
- Gheerkin de Hondt, polyfonist
- Thomas Fabri, componist
- Carel Hacquart, componist
- Nicolaas Helewout, orgelist, orgelbouwer
- Lupus Hellinck, polyfonist
- Jacob Obrecht, componist
- Petrus Vinderhout, componist, zanger
- Arnold von Bruck of Arnoldus Brugensis, polyfonist
- Adriaan Willaert, componist, dirigent, kapelmeester

#### 18e - 19e eeuw
- Jean Ancot (1776-1848)
- Jean Ancot (1799-1829)
- Louis Ancot
- Berger (orgelbouwers)
- Andries-Jacob Berger, orgelbouwer
- Dominique I Berger, orgelbouwer
- Dominique II Berger, stadsbeiaardier
- Remi Berragan, stadsbeiaardier
- Pieter Busschaert, componist, priester
- Jules Busschop, componist, dichter
- Auguste de Peellaert, componist
- Eduard Dupan, stadsbeiaardier
- Henderyck Fromont, stadsbeiaardier
- Eugène Goossens, dirigent
- Hooghuys, orgelbouwers
- Louis Hubené, stadsbeiaardier
- Auguste Reyns, componist, dirigent
- Leo Van Gheluwe, componist, directeur Brugs conservatorium
- Johannes De Stoop, componist
- Hendrik Waelput, componist, directeur Brugs conservatorium
- Louis Van Waefelghem, violist, componist

#### 20e - 21e eeuw
- Lionel Blomme, componist, dirigent
- Firmin Blondeel, componist
- Thomas Blondelle, opera- en oratoriumzanger, componist
- Roger Danneels, componist, accordeonist, dirigent
- Emiel De Cloedt, componist, muziekpedagoog, dirigent, trompettist
- Bart Defoort, saxofonist, componist
- Kris Defoort, avant-garde jazzpianist, componist
- Frank Deleu, stadsbeiaardier
- Robrecht Dewitte, stichter en organisator Festival van Vlaanderen Oude Muziek
- Chris Dubois, organist
- Guy Duijck, componist, dirigent
- Johan Duijck, componist, dirigent, pianist, docent
- Eduard Dupan, stadsbeiaardier
- Remi Ghesquiere, componist
- Yvan Guilini, componist, producer, organist, radiomaker
- Barthold Kuijken, fluitist
- Sigiswald Kuijken, violist, dirigent
- Wieland Kuijken, cellist
- Aimé Lombaert, stadsbeiaardier
- Karel Mestdagh, directeur conservatorium, dirigent en organist
- Ignace Michiels, organist, pianist, klavecimbelspeler
- Toon Nauwelaerts, stadsbeiaardier
- Patrick Peire, dirigent, musicoloog, muziekpedagoog
- Joseph Ryelandt, componist
- Eugeen Uten, stadsbeiaardier
- Annelies Van Parys, componiste
- Peter Verhoyen,  fluitist en piccoloïst

### Pedagogen, historici, rechtsgeleerden en wetenschappers

#### 10e - 14e eeuw
- Galbert van Brugge, historicus
- Egidius van Bredene, rechtsgeleerde, kloosterstichter

#### 15e - 16e eeuw

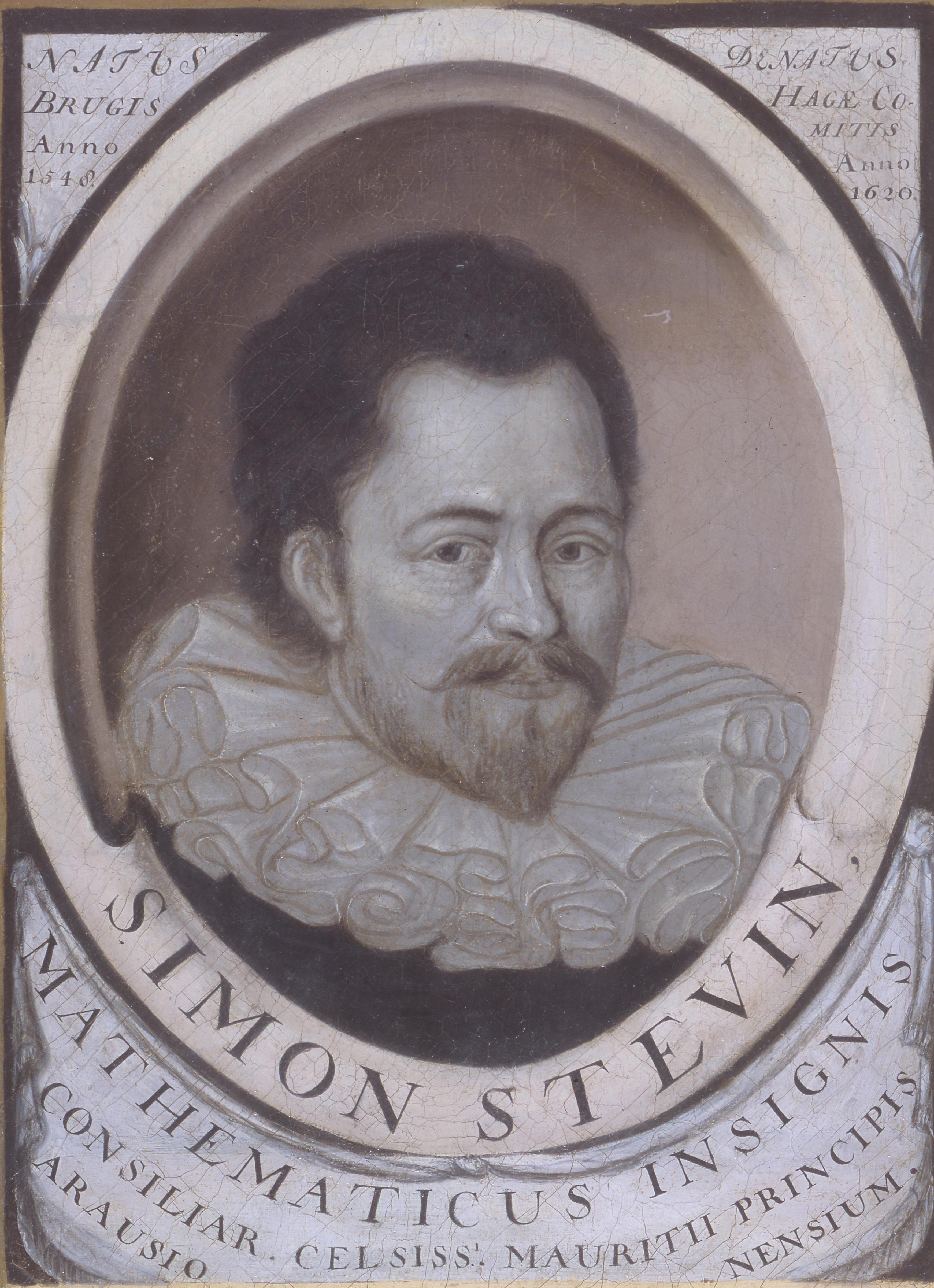
Simon Stevin

- Louis Carrion, humanistisch geleerde, rechtsgeleerde
- Joris Cassander, humanistisch geleerde, theoloog
- Anselmus Boëtius de Boodt, humanistisch geleerde
- Omaer Coolman, advocaat, handelaar, klerk van de vierschaar
- Jacob de Corte (Jacobus Curtius Brugensis), hellenist en jurist
- Joos de Damhouder, rechtsgeleerde
- Jan d'Oudegherst, pensionaris van het Brugse Vrije
- Jan Fevijn, humanistisch geleerde, kanunnik
- Jacobus Fontanus, Brugensis, jurist, historicus, ridder Orde van Sint-Jan
- Hubertus Goltzius, humanistisch geleerde, drukker
- Guido Laurinus, humanistisch geleerde
- Marcus Laurinus jr., humanistisch geleerde, numismaticus
- Zeghere van Male, humanistisch geleerde, historicus
- Jacobus Meyerus, (Jacob De Meyere), historicus
- Johannes Otho, humanistisch geleerde
- Petrus Pontanus, humanistisch geleerde
- François Rapaert, arts
- Jacob Reyvaert, humanistisch geleerde, rechtsgeleerde
- Simon Stevin, wiskundige en wetenschapper
- Cornelis van Baersdorp, arts
- Franciscus van Cranevelt, humanistisch geleerde, stadpensionaris
- Karel van Sint-Omaars, natuurkundige, botanicus
- Johannes Vasaeus, humanistisch geleerde, historicus
- Juan Luis Vives, humanistisch geleerde
- Bonaventura Vulcanius, humanistisch geleerde en hoogleraar
- Petrus Vulcanius, humanistisch geleerde en rechtsgeleerde

#### 17e- 18e eeuw
- Jean-François Arents de Beerteghem, advocaat
- Charles Custis, historicus
- Bernardus Désirant, hoogleraar, theoloog, historicus, augustijn
- Franciscus Gomarus, theoloog
- Jan Pieter van Male, historicus
- Thomas Montanus, arts
- Gregorius van St-Vincent, wiskundige, jezuïet
- Carolus de Visch, historicus, cisterciënzer
- Vredius, rechtsgeleerde, historicus, stadsbestuurder

#### 19e eeuw
- Joseph-Brunon Alleweireldt, arts
- Pierre Bogaerts, stadsarchivaris
- Pierre Bossaert, stadsarchivaris
- Charles Carton, historicus
- Eugène Charles Catalan, wiskundige
- Gustaaf-Julien Claeys, stadsbibliothecaris, hoogleraar, advocaat
- Constantin Crommelinck, arts
- Felix Achille de Bethune, historicus, numismaat
- Felix Marie de Bethune, christelijk-sociaal denker
- Pius De Coene, historicus, archivaris
- Leon De Foere, historicus
- Joseph-Octave Delepierre, historicus, archivaris, bibliothecaris
- Jacques De Mersseman, arts, historicus
- Philippe De Stoop, medicus, historicus
- Adolf Duclos, historicus
- William Frederic Edwards, arts, etnoloog, stadsbibliothecaris
- Eusèbe Feys, onderwijzer en historicus
- Edward Gailliard, archivaris en taalkundige
- Louis Gilliodts, stadsarchivaris, historicus, advocaat
- Charles Imbert des Mottelettes, geograaf, etnoloog
- Joseph Kervyn de Lettenhove, minister, historicus
- Pierre-Joseph Laude, stadsbibliothecaris
- Adolf Lootens, volkskundige
- Henri Milne-Edwards, zoöloog
- François-Auguste Mouzon, schooldirecteur
- Aloïs Nelis, historicus
- Wilfrid Robinson, historicus
- Henri Rommel, historicus
- Pierre-Jacques Scourion, stadssecretaris, stadsarchivaris, stadsbibliothecaris
- Auguste Van Biervliet, arts
- Désiré Van de Casteele, historicus, archivaris
- Ferdinand Van de Putte, historicus, collegedirecteur, pastoor-deken
- Jules Van Praet, stadsarchivaris, historicus, staatsman
- Karel Verschelde, historicus, architect
- Edmond Veys, historicus, archivaris
- James Weale, kunsthistoricus

#### 20e eeuw
- Joseph Axters, jurist en magistraat
- Fernand Alexander, arts, professor, ziekenhuisdirecteur
- Stephanus Gerard Axters, literatuurhistoricus, dominicaan
- Walter Bossier, stadsbibliothecaris
- Frans Bouckaert, notaris, hoogleraar
- Hendrik Brugmans, eerste rector Europacollege
- Magda Cafmeyer, heem- en volkskundige, historica
- Kamiel Callewaert, historicus, liturgist
- Joseph Coppieters, dagboekschrijver, advocaat, ambtenaar
- Ernest Coppieters-Stochove, historicus
- Hubert Coppieters-Stochove, historicus
- Jan De Cuyper, historicus
- Karel De Flou, toponymist
- Albert De Jonghe, historicus
- Eligius Dekkers, monnik, abt, historicus, specialist kerkvaders
- Herman De Meulenaere, egyptoloog, hoogleraar
- Alfons De Poorter, stadsbibliothecaris, wetenschapper
- Arthur De Schrevel, vicaris-generaal, historicus
- Joseph De Smet, historicus, archivaris
- Lodewijk De Wolf, historicus, volkskundige
- Paul Declerck, historicus
- Frédéric Dumon, magistraat, rechtskundige, hoogleraar
- Michiel English, historicus, archivaris
- François Louis Ganshof, mediëvist, rechtshistoricus, hoogleraar
- Walter Ganshof van der Meersch, magistraat, rechtskundige, hoogleraar, staatsman
- Charles Gillès de Pelichy, historicus, archeoloog, advocaat, politicus
- Arthur Hodüm, kerkhistoricus, pastoor-deken
- Antoon Hoste, monnik, abt, historicus
- Ernest Hosten, historicus
- Nicolas Huyghebaert, historicus, monnik
- Aquilin Janssens de Bisthoven, hoofdconservator, kunsthistoricus
- Baudouin Janssens de Bisthoven, archivaris, historicus
- Guido Maertens, filosoof, hoogleraar, rector
- Joseph Marechal, rijksarchivaris, historicus
- Jean Luc Meulemeester, kunsthistoricus
- Marcel Minnaert, natuurkundige
- Antoon Mostaert, taalkundige, missionaris
- Jozef Noterdaeme, historicus, priester
- Remi Parmentier, historicus
- Emile Renders, kunstverzamelaar, kunstcriticus, kunsthistoricus, tekenaar
- Maurits Sabbe, theoloog, hoogleraar
- Albert Schouteet, archivaris, historicus
- Joseph Sebrechts, chirurg
- Robrecht Stock, pedagoog, oprichter bibliotheek
- Egied I. Strubbe, hoogleraar, rechtsgeleerde, historicus
- Maurits Van Coppenolle, historicus, heemkundige
- Guido Vanden Berghe, wiskundige, hoogleraar
- Yvan Vanden Berghe, historicus, hoogleraar
- Irénée Vander Ghinst, tandarts, hoogleraar
- Marc Vanhoonacker, historicus, tandarts
- Jan Van Houtte, historicus, hoogleraar
- Stanislas Emmanuel van Outryve d'Ydewalle, historicus, burgemeester
- Marcel Van Walleghem, orthopedagoog, hoogleraar
- Albert van Zuylen van Nyevelt, historicus, archivaris, stoetenbouwer
- Karel Verleye, kapucijn, stichter Europacollege en Centrum Ryckevelde
- Valentin Vermeersch, hoofdconservator, kunsthistoricus
- Antoon Viaene, historicus, stoetenbouwer
- Albert Visart de Bocarmé, numismaat, historicus

#### 20e - 21e eeuw
- Johan Boelaert, medicus, historicus
- Luc Calliauw, hoogleraar, neurochirurg
- Frans Debrabandere, filoloog, historicus
- Heidi Deneweth, historica
- Luc Devliegher, historicus, kunsthistoricus, archeoloog
- Noël Geirnaert, historicus, archivaris
- Eckhart Kuijken, natuurkundige
- Randall Lesaffer, hoogleraar, historicus
- Dominique Marechal, museumconservator, kunsthistoricus
- Griet Maréchal, historica
- Marcel Minnaert, astrofysicus
- René Pannier, cardioloog
- Robert Pannier, longarts
- Kurt Priem, historicus, archivaris, docent
- Marc Ryckaert, historicus
- Herman Sabbe, muziekpedagoog, hoogleraar
- Leen Speecke, stadsbibliothecaris
- Georges Stalpaert, hartchirurg
- Romain Van Eenoo, hoogleraar, historicus
- Géry van Outryve d'Ydewalle, psycholoog, hoogleraar, vast secretaris Kon. Academie
- Stanislas Louis van Outryve d'Ydewalle, historicus, pastoor-deken
- Jan Vandamme, stadsbibliothecaris, dichter, essayist
- Ludo Vandamme, historicus, bibliothecaris
- Andries Van den Abeele, schepen, historicus
- André Vandewalle, archivaris, historicus
- Joris Vanhaelewyn, pedagoog
- David Van Reybrouck, historicus, archeoloog, dramaturg, dichter, essayist
- Etienne Vermeersch, filosoof, hoogleraar
- Marc Verstraete, hoogleraar, medicus

##### Rectoren Europacollege
- Hendrik Brugmans (1906-1997) (1949-1971)
- Jerzy Łukaszewski (°1924) (1972-1990)
- Werner Ungerer (1927-2014) (1990-1993)
- Gabriel Fragnière (°1934) (1993-1995)
- Otto von der Gablentz (1930-2007) (1996-2001)
- Piet Akkermans (1942-2002) (2001-2002)
- Robert Picht (1937-2008) (a.i. 2002-2003)
- Paul Demaret (°1941) (2003-2013)
- Jörg Monar (°1960) (2013-2020)
- Federica Mogherini (°1973) (2020-)

### Podiumkunsten en media

#### Acteurs
- Rik Bevernage, theaterdirecteur
- Guido Claus, acteur
- Kurt Defrancq, acteur
- Jozef Demaré, acteur
- Karel Deruwe, acteur
- Katrien Devos, actrice
- Benoît Dugardyn, operadecorontwerper
- Dimitri Dupont, acteur, scenarist
- David Galle, stand-upcomedian
- Geert Hoste, komiek
- Rita Lommée, actrice
- Sam Louwyck, acteur
- Willy Lustenhouwer, cabaretier
- Oswald Maes, acteur
- Stéphanie Meire, Miss België, actrice
- Liesa Naert, actrice
- Anne-Laure Vandeputte, actrice
- Marc Van Eeghem, acteur
- Dirk Van Vooren, komiek en acteur
- Bram Verrecas, acteur
- Jaak Vissenaken, acteur, regisseur en scenarioschrijver
- Tony Willems, acteur, regisseur, stoetenbouwer

#### Film
- Gilles Coulier, regisseur
- Dr. Evil, fictieve slechterik uit de Austin Powers-trilogy
- Jo Röpcke, filmcriticus

#### Journalisten
- Kristien Bonneure, journaliste
- Bert Bultinck, journalist en redacteur
- Mathias Danneels, journalist
- Thierry Debels, journalist
- Renaat Schotte, sportjournalist
- Tony Van den Bosch, journalist en nieuwsanker
- André Vermeulen, journalist
- Lieven Verstraete, journalist, nieuwsanker

#### Radio en tv
- Nico Blontrock, radiopresentator, schepen
- Antoon Carette, tv-producer en letterkundige
- Annie Declerck, producent, regisseur en presentatrice
- Guido Depraetere, tv-personaliteit
- Chris Dusauchoit, radio- en televisiepresentator
- Phaedra Hoste, model, presentatrice
- Kamagurka (Luc Zeebroek), televisie- en theatermaker
- Robin Keyaert, radiopresentator, zanger, acteur
- Sofie Lemaire, radiopresentatrice
- Wim Lybaert, televisieprogrammamaker
- Xavier Taveirne, radio- en televisiepresentator
- Kurt Van Eeghem, radio- en televisiepresentator
- Norbert Van Slambrouck, pionier van de vrije radio's, zanger en regisseur

#### Zangers en zangeressen
- Annelies Cappaert, zangeres
- Jimmy Frey, zanger
- Gotye, zanger
- Joe Harris, zanger
- Hans Peter Janssens, bariton, musicalacteur
- Ingeborg Sergeant, zangeres
- Frank Valentino, zanger
- Sarah Vandeursen, zangeres, tv-maker
- Raymond van het Groenewoud, zanger
- Arne Vanhaecke, zanger

### Priesters en kloosterlingen

#### 10e - 14e eeuw
- Galbert van Brugge, secretaris van Karel de Goede
- Robrecht van Brugge, monnik
- Willem van Saeftinghe, monnik, vrijheidsstrijder, pauselijk hospitaalridder
- Lubert Hautscilt, abt van de Eekhouteabdij

#### 15e - 18e eeuw
- Cornelis Brouwer, franciscaan, predikant
- Lorenzo de Villavicencio, augustijn, aalmoezenier van de Spaanse natie in Brugge
- Ignace-Michel de Hooghe, heraldicus
- Johannes de Witte, dominicaan, bisschop, humanist
- Jean-Baptiste Donche, heraldicus
- Jan Fevijn, humanistisch geleerde, kanunnik
- Gerardus Gallinaceus, monnik, predikant
- Matthias van Larebeke, heraldicus
- Marcus Laurinus, deken van Sint-Donaaskathedraal, humanist
- Bernardus Désirant, hoogleraar, theoloog, historicus, augustijn
- Antoon van Schoonhoven, kanunnik
- Cornelius Wouters, kanunnik

#### 19e eeuw
- Jozef Axters, actief in de Vlaamse Beweging, priester, jezuïet
- Gregorius Banckaert, generaal-overste van de Broeders van Liefde
- Marie-Dominique Berlamont, abdis
- Pieter Busschaert, priester, componist
- Charles Carton, stichter kloostercongregatie, pedagoog, historicus
- Felix Achille de Bethune, historicus, numismaat
- Jean-Baptiste De Corte, schrijver
- Leo de Foere, stichter kloostercongregatie, uitgever, politicus
- Alphonse De Leyn, historicus, biograaf
- Pieter de Molo, heraldicus, kanunnik
- Seraphijn Dequidt, directeur, dichter
- Lodewijk Vincent Donche, weldoener
- Adolf Duclos, historicus, publicist
- Guido Gezelle, priester-dichter
- Maria Vincentia Khnopff, stichteres kloostercongregatie
- Henri Rommel, historicus
- Anne Serweytens, stichteres van kloostercongregaties
- Ferdinand Van de Putte, pastoor-deken, historicus
- Lodewijk Van Haecke, kapelaan van het H. Bloed, publicist

#### 20e eeuw
- Stephanus Gerard Axters, literatuurhistoricus, dominicaan
- Kamiel Callewaert, historicus, liturg
- Albert Cauwe, leider van sociaal-medische en hulpverlenende organisaties
- Louis Colens, ACW-leider van 1922 tot 1936
- Felix Dalle, schrijver, leraar en hoofdredacteur Kerk en Leven
- Paul Declerck, historicus
- Jan De Cuyper, historicus
- Eligius Dekkers, benedictijn, abt
- Raphaël de la Kethulle de Ryhove, scheutist, missionaris
- Alfons De Meester, directeur doven- en blindenonderwijs, canonist, historicus
- Alfons De Poorter, stadsbibliothecaris, wetenschapper
- Alfons Depoorter, vicaris-generaal
- René Deschepper, pastoor-deken, historicus
- Arthur De Schrevel, vicaris-generaal, historicus
- Waldebert Devestel, generaal overste Broeders van Liefde
- Lodewijk De Wolf, historicus, volkskundige
- Michiel English, historicus
- Jozef Geldhof, priester, historicus
- Arthur Hodüm, pastoor-deken, kerkhistoricus
- Antoon Hoste, benedictijn, abt
- Nicolas Huyghebaert, historicus
- Baudouin Janssens de Bisthoven, archivaris, historicus
- Achiel Lauwers, actief in de arbeidersbeweging
- Edward Leys, middiebisschop, Witte Pater
- Achiel Logghe, actief in de arbeidersbeweging
- Jacques Louf, abt van de Katsberg, trappist
- Guido Maertens, filosoof, hoogleraar
- Jef Mergaert, uitgever
- Antoon Mostaert, taalkundige en missionaris
- Theodore Nève, abt van Zevenkerken
- Jozef Noterdaeme, priester, historicus
- Ernest Rembry, historicus, vicaris-generaal
- Arnoldus Smits, benedictijn, historicus
- Robrecht Stock, pedagoog, stichter bibliotheek
- Lou Tseng-Tsiang, Chinese diplomaat, eerste minister van China, benedictijn, abt
- Modest van Assche, abt van Sint-Pietersabdij
- Gerard van Caloen, abt van de abdij Zevenkerken
- Albin Van Hoonacker, priester, hoogleraar
- Karel Verleye, kapucijn, stichter Europacollege en Centrum Ryckevelde
- Antoon Viaene, historicus
- Léopold Willaert, jezuïet, historicus

#### 20e - 21e eeuw
- Leo Declerck, vicaris, historicus
- Adelbert Denaux, theoloog, hoogleraar, decaan
- Jan Dumon, priester
- Kurt Priem, docent, archivaris, historicus
- Koen Vanhoutte, president seminarie, vicaris, diocesaan administrator, hulpbisschop Mechelen
- Stanislas Louis van Outryve d'Ydewalle, kanunnik, deken, historicus
- Gabriël Quicke, theoloog

### Ondernemers
- De Meulemeester, brouwersfamilie
- Paul Depuydt (1965), bestuurder
- Willy Duron (1945), bankier
- Rosa Merckx (1924-2023), brouwmeester
- Fons Watteeuw (1929-2014), ondernemer en politicus

### Sportlui

#### Sportbestuurders
- Robert Braet, voorzitter van Cercle Brugge KV
- Raoul Daufresne de la Chevalerie, voorzitter van Cercle Brugge KV
- Alphonse De Meulemeester, voorzitter van Club Brugge
- Michel D'Hooghe, voorzitter van Club Brugge KV, arts
- Paul Ducheyne, voorzitter van Cercle Brugge, advocaat
- Pol Jonckheere, voorzitter van Club Brugge KV, ingenieur-architect
- Etienne Schotte, uitvinder van de krachtbalsport
- Frans Schotte, voorzitter van Cercle Brugge KV, ondernemer
- Pierre Vandamme, voorzitter van Cercle Brugge, burgemeester
- Michel Van Maele, voorzitter van Club Brugge KV, burgemeester
- Antoine Vanhove, bestuurder en algemeen directeur van Club Brugge KV
- Bart Verhaeghe, voorzitter van Club Brugge KV, projectontwikkelaar

#### Atleten
- Tom Compernolle, langeafstandsloper
- Peter Daenens, langeafstandsloper
- Lindsey De Grande, middellangeafstandsloopster
- Caroline Delplancke, hordeloopster
- Alexander Diaz Rodriguez, middellange- + langeafstandsloper
- Jarne Duchateau, speerwerper
- Stijn Fincioen, marathonloper
- Marie-Paule Geldhof, discuswerpster
- Walter Herssens, springer/tienkamper
- Ann Maenhout, hordeloopster
- Philip Milanov, discuswerper
- Emiel Pauwels, atleet
- Guy Peellaert, sprinter
- Julien Saelens, sprinter
- Luc Van Lierde, triatleet
- Aurèle Vandeputte, atleet
- Marino Vanhoenacker, triatleet
- Willy Vergison, langeafstandsloper

#### Voetballers
- Gilbert Bailliu, voetballer
- Fons Bastijns, voetballer
- Frederik Boi, voetballer
- Fernand Boone, voetballer
- Robert Braet, voetballer, voorzitter van Cercle Brugge
- Thomas Buffel, voetballer
- Bart Buysse, voetballer
- Geoffrey Claeys, voetballer
- Rubin Dantschotter, doelman
- Raoul Daufresne de la Chevalerie, voetballer
- Jacques De Caluwé, voetballer
- Charles De Ketelaere, voetballer
- Bram De Ly, voetballer
- Gertjan De Mets, voetballer
- Stijn De Smet, voetballer
- Tom De Sutter, voetballer
- Marc Degryse, voetballer
- Gérard Devos, voetballer
- Sven Dhoest, doelman
- Aaron Dhondt, voetballer
- Hector Goetinck, voetballer, voetbaltrainer
- Fernand Goyvaerts, voetballer
- Norberto Höfling, voetballer, voetbaltrainer
- Birger Jensen, doelman
- Vahram Kevorkian, voetballer
- Raoul Lambert, voetballer
- Nicolas Lombaerts, voetballer
- Frans Lowyck, voetballer
- Birger Maertens, voetballer
- Jan Masureel, voetballer
- John Moelaert, voetballer
- Ignace Muylle, voetballer
- Joeri Pardo, voetballer
- Pascal Plovie, voetballer
- Kevin Roelandts, voetballer
- André Saeys, voetballer
- Louis Saeys, voetballer
- Alphonse Six, voetballer
- Matthias Trenson, voetballer
- Albert Van Coile, voetballer
- Franky Van der Elst, voetballer, voetbaltrainer
- Henri Van Poucke, voetballer
- Dennis van Wijk, voetballer, voetbaltrainer
- Günther Vanaudenaerde, voetballer
- Philippe Vande Walle, doelman
- Bram Vandenbussche, voetballer
- Florimond Vanhalme, voetballer, voetbaltrainer
- Gert Verheyen, voetballer
- Jules Verriest, voetballer
- Louis Versyp, voetballer, voetbaltrainer
- Denis Viane, voetballer
- Lukas Van Eenoo, voetballer
- Vincent Provoost, voetballer
- Anthony Van Loo, voetballer
- Bram Vandenbussche, voetballer
- Matthias Trenson, voetballer

#### Wielrenners
- Wilfried David, wielrenner
- Jens Keukeleire, wielrenner
- Guido Reybrouck, wielrenner
- Wilfried Reybrouck, wielrenner
- Michel Vanhaecke, wielrenner
- James Vanlandschoot, wielrenner
- Dieter Vanthourenhout, veldrijder
- Sven Vanthourenhout, wielrenner

#### Andere sporten
- Brigitte Becue, zwemster
- Louis Calebout, bokser
- Raoul Daufresne de la Chevalerie, voetballer, hockeyer, tennisser, jockey
- Wim De Deyne, shorttrackschaatser
- Pierre-Marie Deloof, roeier
- Nelly Landry, tennisspeelster
- Nathalie Lievens, krachtbalspeelster
- Tim Maeyens, roeier
- Tony Parker, Frans NBA-basketbalspeler
- Steve Ramon, motorcrosser
- Gabriël Rau, professioneel gamer
- Sigrid Rondelez, windsurfster

### Varia

#### Vroegere eeuwen
- Joris Dumery, klokkengieter (bouwer van de beiaard in het Brugse belfort)
- John Steinmetz, kunstverzamelaar
- Coppieters (familie), verschillende leden van deze familie (16e-19e eeuw)
- Huis van Caloen, verschillende leden van deze familie (16e-19e eeuw)
- Jacob van Brugge, zeevaarder
- Jacques van de Coutere, diamanthandelaar in Portugese dienst, Spaans ambtenaar en ridder
- Willem van der Haegen, koopman
- Aybert-Joseph van Huerne, stadspensionaris van Brugge
- Joseph van Huerne, verzamelaar, weldoener, mecenas
- Charles Van Lede, handelaar
- Louis Van Lede, handelaar
- Maximilien Van Lede, handelaar
- Pierre Van Lede, handelaar
- Joseph Noos, officier in het Franse leger
- Petronilla van Outryve, adellijke dame, revolutionair

#### 20e - 21e eeuw
- Cilou Annys, Miss België 2010
- Willy Bruynseraede, weerstander
- Anny Royaux-Claeys, weerstander
- Alfred Coppieters 't Wallant, weerstander
- Gert De Mangeleer, keukenchef
- Emile Dumon, arts, collaborateur
- Patrick Hoet, brillenontwerper
- Glenn Martens, modeontwerper
- Dominique Persoone, chocolatier
- Frederik Sander, hofbouwkundige
- Jean Schramme, koloniaal, kolonel
- Thomas, familie in Brugge
- Alfons Thys, bedrijfsleider diamantslijperij
- Geert Van Hecke, keukenchef
- Sofie Vanrafelghem, biersommelier, schrijfster
- Jean-Pierre Van Rossem, omstreden politicus, zakenman, schrijver, repetitor
- Georges Van Tieghem, volksfiguur
- Frans Vromman, stoetenbouwer

## Niet-Bruggelingen
- Adrianus Barlandus, enthousiaste lofzanger over Brugge
- Jean Bethune, architect, promotor neogotiek
- Frank Brangwyn, kunstschilder, etser
- William Curtis Brangwyn, neogotisch interieurdesigner
- Robert Dennis Chantrell, architect
- Filips van Kleef, steun van de stad Brugge
- Thierry de Limburg Stirum, historicus, voorzitter 'Emulatie', senator
- August de Maere, visionair havenpromotor
- Raymond De Roover, hoogleraar
- Harry Wickwire Foster, generaal, bevrijder van Brugge, ereburger
- Alfred Gilbert, beeldhouwer
- Thomas Harper King, kunsthistoricus en architect
- Raymond M. Lemaire, hoogleraar, raadgever stad Brugge, medeontwerper Structuurplan
- Georges Rodenbach, letterkundige
- François Salembier, bandiet
- Joseph Schadde, architect
- Hermann-Josef Stübben, architect en stedenbouwkundige
- John Sutton, weldoener
- Jan Tanghe, stedenbouwkundige, architect, pedagoog

Brussel:
Anderlecht
Brussels Hoofdstedelijk Gewest · 
Etterbeek · 
Ukkel

Vlaanderen:
Aalst · 
Antwerpen · 
Brugge ·
Geel · 
Genk · 
Gent · 
Hasselt ·  
Ieper · 
Kortrijk · 
Leuven · 
Lichtervelde · 
Lier · 
Lokeren · 
Mechelen · 
Oostende · 
Oudenaarde · 
Poperinge · 
Roeselare ·
Sint-Niklaas ·  
Sint-Truiden · 
Tienen · 
Tongeren · 
Turnhout · 
Vilvoorde

Wallonië: 
Aarlen · 
Charleroi ·  
Doornik ·  
Luik · 
Moeskroen ·  
Namen · 
Verviers · 
Waver